# Survivor Series (1995)
Survivor Series (1995) — щорічне pay-per-view шоу «Survivor Series», що проводиться федерацією реслінгу WWE. Шоу відбулося 19 листопада 1995 року в Capital Centre у штаті Меріленд (США). Це було 9 шоу в історії «Survivor Series». Шість матчів відбулися під час шоу та ще один перед показом.